# Miki Higashino
Pour les articles homonymes, voir Higashino.
Miki Higashino (née le 1er janvier 1968 ?) est une compositrice japonaise de musiques de jeux vidéo, connue surtout pour ses musiques de Suikoden.
Miki Higashino commença comme étudiante embauchée par Konami en 1985, et contribua de façon assez mineure à beaucoup de jeux, souvent non créditée ou apparaissant sous le nom de Miki-Chang. Elle fit alors partie du Konami Kukeiha Club (avec Naoki Maeda), en collaboration avec lequel elle composa pour le jeu Gradius III puis Suikoden en 1995.
La réussite de la bande-son du premier volet incite Konami à lui confier celle du second. Avec des thèmes très riches et souvent superbes, Suikoden II sera sans doute sa consécration, et beaucoup d'amateurs regretteront qu'elle ne participe pas au troisième épisode (Suikoden III). Elle quitte même Konami en 2001 pour poursuivre d'autres aspirations (dont une collaboration Yasunori Mitsuda en 2005), mais a continué de travailler avec l'entreprise sur Suikoden IV et Suikoden V.

## Œuvres (sélection)
- Gradius (1985)
- Yie Ar Kung-Fu (1985)
- Knightmare (1986)
- Life Force (1986)
- Gradius III (1989)
- Surprise Attack (1990)
- Salamander ~Again~ (1992)
- Premier Soccer (1993)
- Teenage Mutant Ninja Turtles: Tournament Fighters (version Mega Drive) (1994)
- Suikoden (1995)
- Vandal Hearts ~Ancient Lost Civilization~ (1996)
- Suikoden II (1998)
- Suikoden IV (2005)
- Suikoden V (2006)